# Халлонберген
Халлонберген (швед. Hallonbergen — «Малиновые горы») — один из спальных (рабочих) районов в муниципалитете Сундбюберг, пригороде Стокгольма.
Территория района вошла в состав Сундбюберга в 1949 году после упразднения муниципалитета Спонга. В 1960-е гг. архитектор Оке Эстин разработал генеральный план застройки многоэтажными и многоквартирными домами, полностью реализованный к середине 1970-х годах. Станция метро с тем же названием, расположенная на синей линии метро Стокгольма, была открыта в 1975 году. Во второй половине 1980-х гг. была предпринята масштабная реновация, нацеленная на придание району более разнообразного внешнего вида.

## Галерея

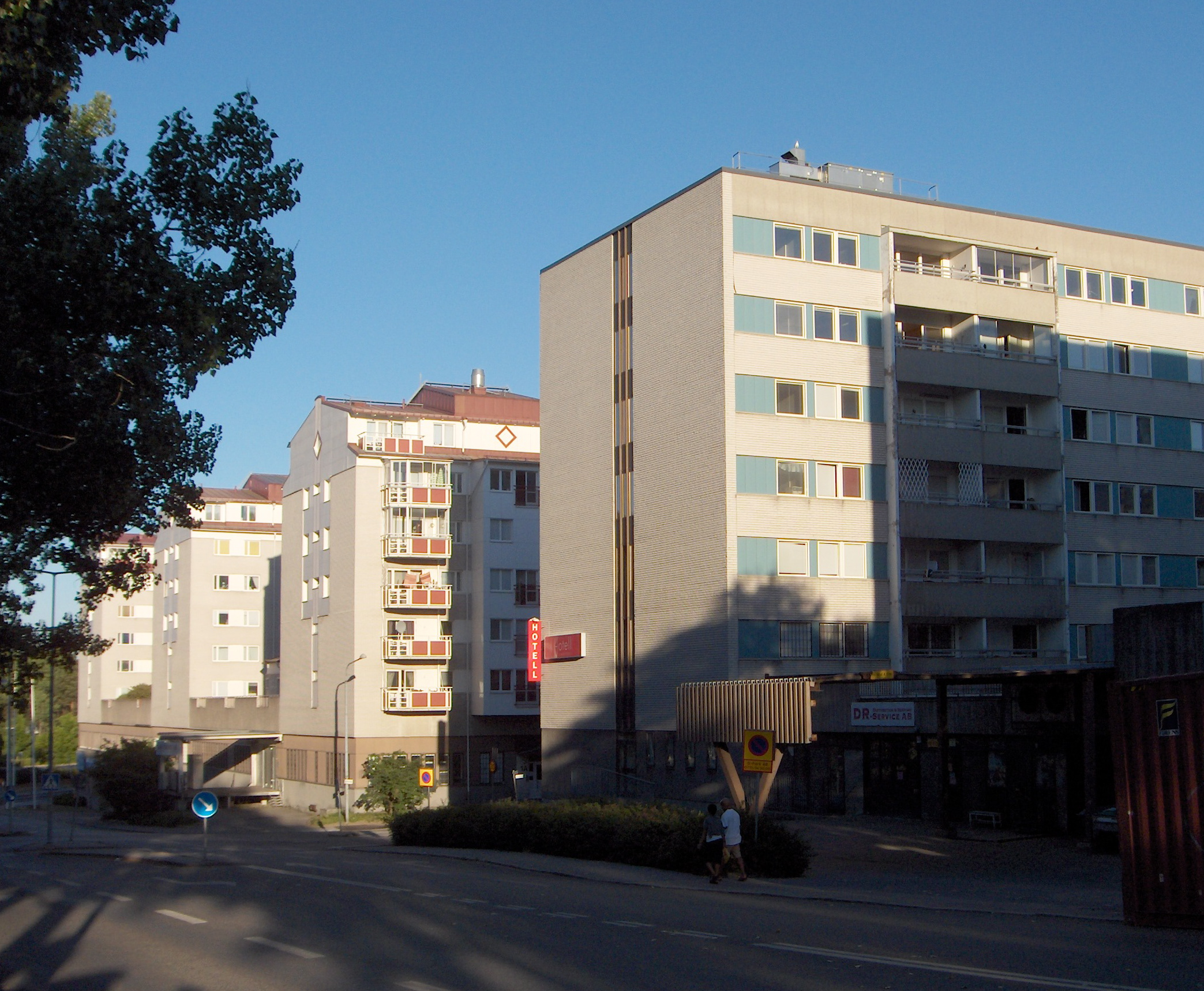
Многоквартирные дома
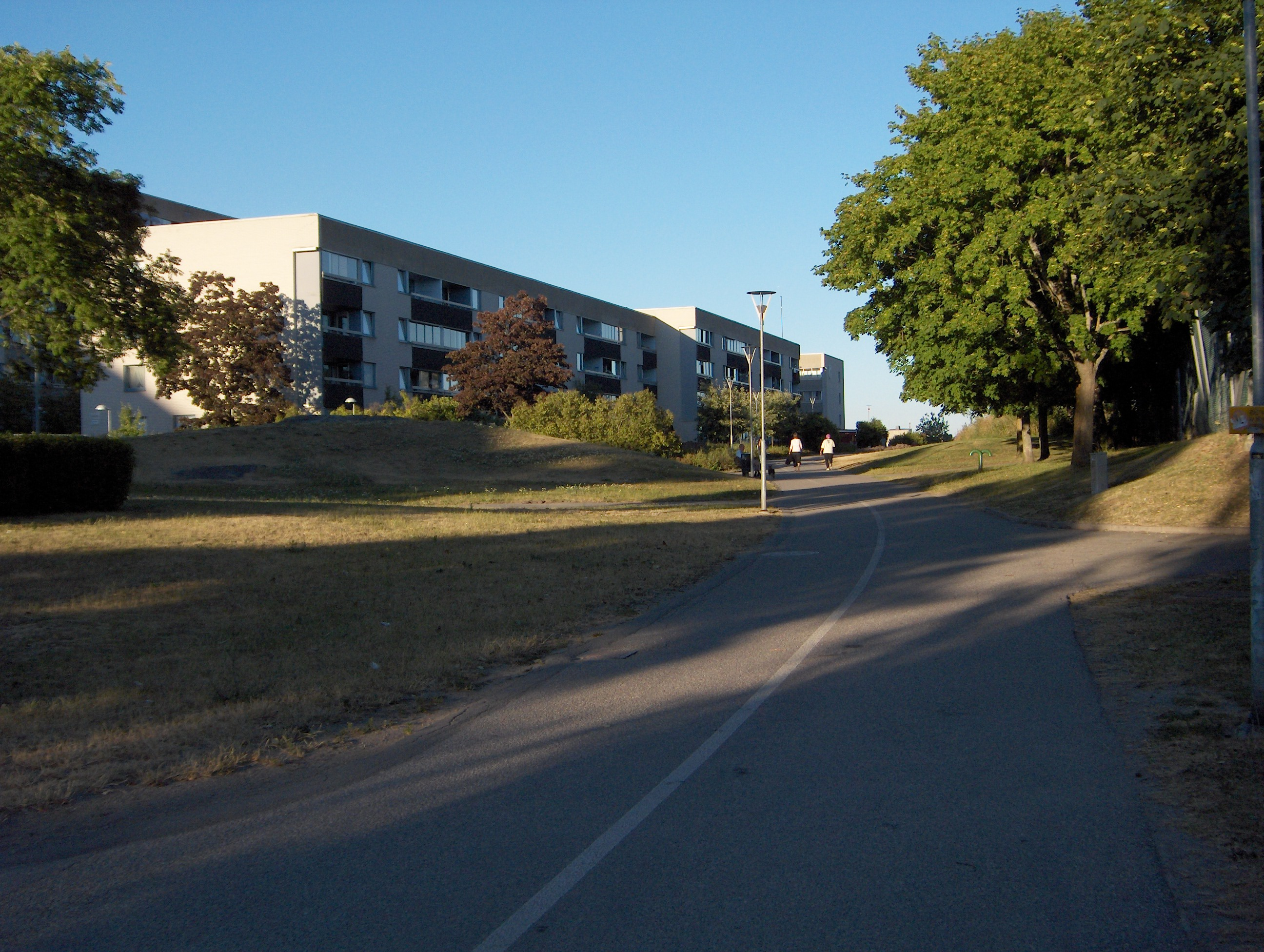
Велосипедные и пешеходные дорожки проложены по всему району
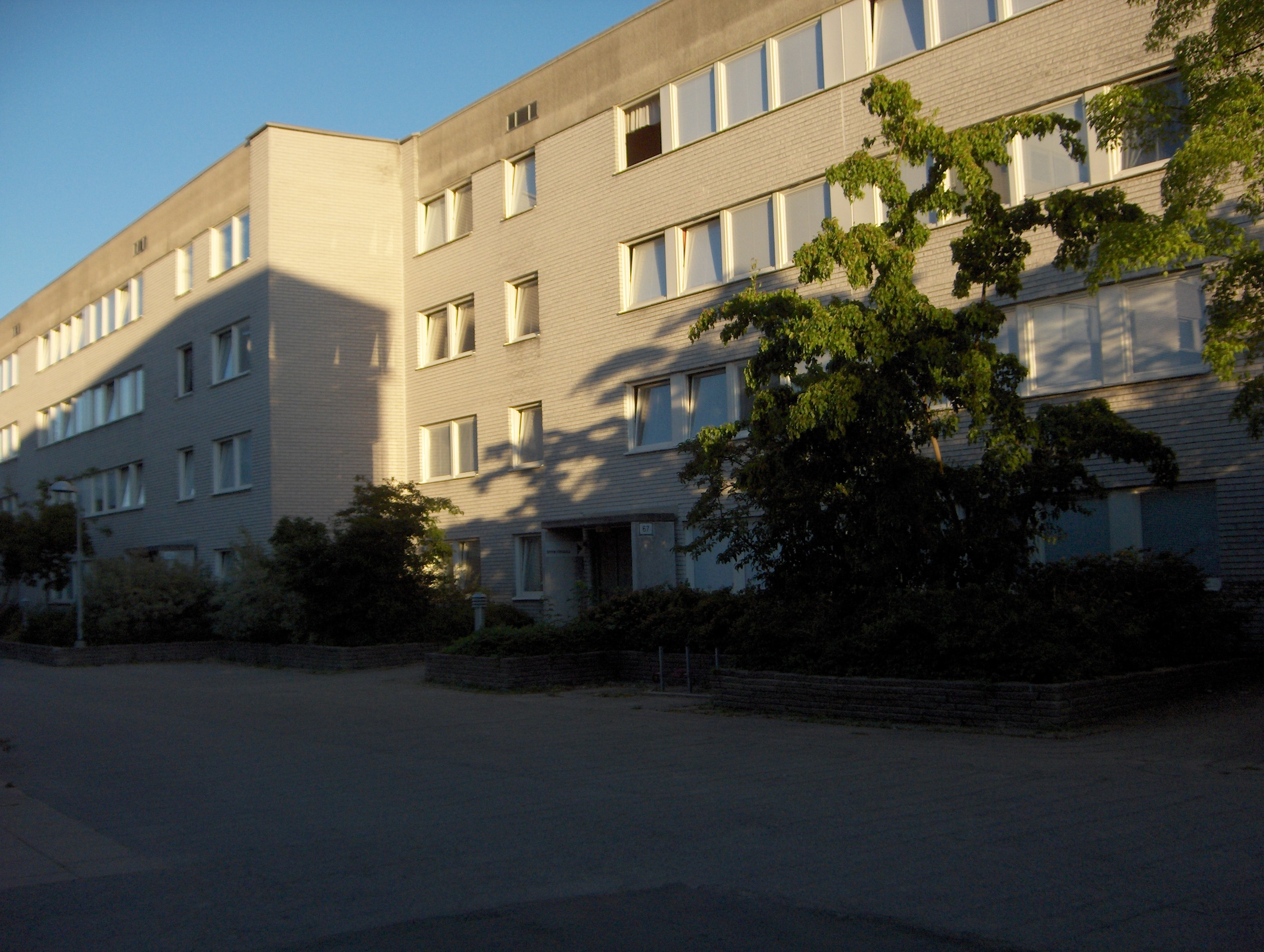
Жилые дома по улице Лётхёвэген
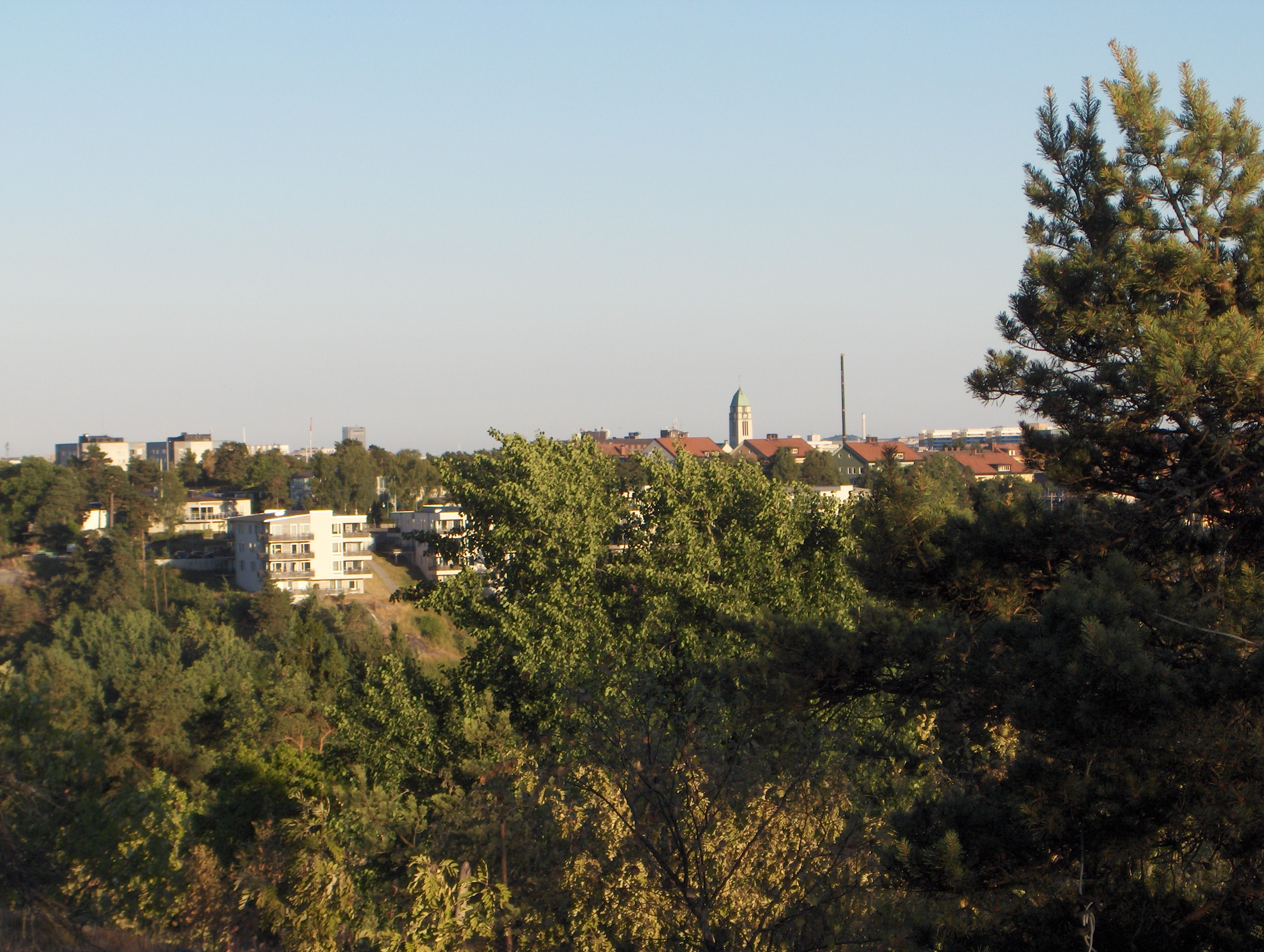
Вид с наивысшей точки района

## Станции метро
- Халлонберген (станция метро)